# Bloc de notes
Bloc de notes (en anglès:  Notepad ) és un editor de text inclòs en els sistemes operatius de Microsoft des 1985. La seva funcionalitat és molt simple. Algunes característiques pròpies són:
- Inserció d'hora i data actual prement F5, en format "HH: MM DD / MM / AA".
- Inserció d'hora i data actual si el document comença per ".log".
- Ajust de línia.
- Possibilitat d'exportar a qualsevol format de text no formatat (molt útil com a recurs d'emergència per programar).

És l'equivalent a Windows de l'editor de MS-DOS edit.
L'extensió per defecte d'aquest editor és *.  txt.